# Елизарьевский сельсовет
Елизарьевский сельсове́т — сельское поселение в составе Дивеевского района Нижегородской области. Административный центр — село Елизарьево.

## История
Статус и границы сельского поселения установлены Законом Нижегородской области от 15 июня 2004 года № 60-З «О наделении муниципальных образований - городов, рабочих посёлков и сельсоветов Нижегородской области статусом городского, сельского поселения».

## Население
| 2002 | 2010 | 2012 | 2013 | 2014 | 2015 | 2016 |
| ---- | ---- | ---- | ---- | ---- | ---- | ---- |
| 991  | ↘863 | ↘853 | ↗856 | ↗858 | ↘843 | ↘829 |
| 2017 | 2018 | 2019 | 2020 |      |      |      |
| ↘819 | ↘771 | ↘759 | ↗775 |      |      |      |

## Состав сельского поселения
| № | Населённый пункт | Тип населённого пункта       | Население |
| - | ---------------- | ---------------------------- | --------- |
| 1 | Елизарьево       | село, административный центр | ↘693      |
| 2 | Круглые Паны     | деревня                      | ↘134      |
| 3 | Трудовое         | село                         | ↘36       |